# Короболин, Александр Юрьевич
Александр Юрьевич Короболин (род. 12 марта 1976, Чернышевский, Челябинская область) — российский хоккеист, защитник. Мастер спорта России. Тренер.

## Биография
Воспитанник челябинских команд «Металлург» (тренер Андрей Дягтерев) и «Трактор» (тренер Юрий Могильников). С сезона 1993/94 начал играть за «Мечел». На драфте НХЛ 1994 года был выбран в 4-м раунде под общим 100-м номером командой «Нью-Йорк Рейнджерс». Вторую половину сезона 1999/2000 провёл в команде AHL «Хартфорд Вулф Пэк». Затес выступал за клубы «Авангард» Омск (2000/01 — 2001/02), «Молот-Прикамье» Пермь (2002/03, 2006/07, 2008/09), «Мечел» (2002/03 — 2003/04), «Трактор» (2004/05), «Керамин» Минск (Белоруссия, 2005/06), «Динамо-Энергия» Екатеринбург (2006/07), «ХК МВД-2» Балашиха (2007/08), «Сибирь» Новосибирск (2007/08), «Югра» Ханты-Мансийск и «Газпром-ОГУ» Оренбург (2008/09). Выступал в чемпионате Казахстана за команды «Сарыарка» Караганда (2009/10), «Иртыш» Павлодар (2009/10 — 2010/11), «Алматы» (2011/12). Играл за «Славутич» Смоленск (2011/12).
Серебряный призёр ПХЛ 2000/01 («Авангард»), бронзовый призёр чемпионата Казахстана 2009/10 («Иртыш»).
Тренер в школах «Трактор» (2012—2023), «Белые медведи» (с 22 декабря 2023).